# Bad Blood (Lied)
Bad Blood (englisch für „Feindseligkeit“; „Böses Blut“ (Phrase)) ist ein Lied der US-amerikanischen Sängerin Taylor Swift in Zusammenarbeit mit dem US-amerikanischen Rapper Kendrick Lamar. Der Song ist die vierte Singleauskopplung von Swifts Album 1989 und wurde am 17. Mai 2015 veröffentlicht. Bad Blood wurde alleine in den Vereinigten Staaten über 2,58 Millionen Mal verkauft.
Bei den MTV Video Music Awards 2015 gewann das zugehörige Musikvideo die Kategorien Video of the Year und Best Collaboration. Bei den MTV Europe Music Awards 2015 gewann das Lied die Auszeichnung Bester Song. Des Weiteren gewann Bad Blood bei den Grammy Awards 2016 den Preis in der Kategorie Bestes Musikvideo und war zudem in der Kategorie Beste Popdarbietung eines Duos/einer Gruppe nominiert.

## Hintergrund
Swift schrieb Bad Blood über eine nicht näher genannte andere weibliche Künstlerin, die laut Swifts Aussage versucht hatte, einen ihrer Tourauftritte durch die Abwerbung einiger Tänzer zu sabotieren. Die meisten Medien, unter anderem Rolling Stone, Time, Billboard oder The Washington Post vermuteten, dass es sich bei der unbenannten Künstlerin um Katy Perry handle. Die Albumversion wurde von Swift, Max Martin und Shellback geschrieben und produziert und erhielt noch keinen Rappart. Für die Singleauskopplung wurde Bad Blood instrumental überarbeitet und Kendrick Lamar schrieb neue Strophen in Rapform.

## Musikalisches und Inhalt
Bad Blood ist in G-Dur geschrieben und hat ein Tempo von 88 Schlägen pro Minute. Swifts Stimmumfang reicht von E3 bis D5. Textlich beschreibt der Song den Verrat eines engen Freundes und die anschließende Reaktion darauf des lyrischen Ichs.
| „'Cause, baby, now we got bad blood You know it used to be mad love So take a look what you've done 'Cause, baby, now we got bad blood Hey Now we got problems And I don't think we can solve them You made a really deep cut And, baby, now we've got bad blood Hey“ – Refrain, Originalauszug | „Denn Baby, jetzt haben wir böses Blut, du weißt, es war eine verrückte Liebe, also schau an was du getan hast Denn Baby, jetzt haben wir böses Blut, Hey Jetzt bekommen wir Probleme miteinander und ich denke nicht, dass wir diese lösen können du hast einen ziemlich tiefen Schnitt gemacht, Und Baby, jetzt haben wir böses Blut, Hey“ – Refrain, deutsche Übersetzung |

## Musikvideo

### Hintergrund
Das Musikvideo zu Bad Blood wurde von Joseph Kahn gedreht, welcher ebenfalls Regisseur des Musikvideos von Swifts zweiter Single aus dem Album 1989, Blank Space, war. Das Musikvideo wurde am 12. April 2015 in Los Angeles gedreht, der Schauplatz des Videos ist jedoch London. Das Video feierte am 17. Mai 2015 bei den Billboard Music Awards Premiere. In dem im Martial-Arts-Stil gedrehten Video spielen mehrere bekannte Sängerinnen, Schauspielerinnen und Models mit. Es enthält außerdem Bezüge zu Filmen wie Kill Bill, Sin City, Tron: Legacy und Das fünfte Element. Im Vorfeld bewarb Swift das Musikvideo durch Filmplakate ähnelnde Bilder, welche jeweils unterschiedliche Figuren zeigten.

### Inhalt
Das Musikvideo startet mit Catastrophe (Swift) und Arsyn (Selena Gomez), die gegen eine Gruppe von Männern in Anzügen in einem Büro in London kämpfen. Als alle Männer besiegt sind, wird Catastrophe von Arsyn verraten und aus dem Fenster gekickt. Der musikalische Teil beginnt, als Catastrophe auf dem Dach eines durch den Sturz kaputt gegangenen Autos liegt. Sie wird in einem futuristisch anmutenden Krankenzimmer geheilt, während Welvin Da Great (Kendrick Lamar) als Art Chef in seinem Büro die erste Strophe rappt. In der Folge sieht man weitere, an der Seite von Catastrophe kämpfende, Frauen und deren Spezialfähigkeiten, während Catastrophe für die Rache an Arsyn trainiert. Am Ende des Videos treffen sie und Arsyn erneut aufeinander. Das Ende dieses Kampfes bleibt offen.

### Besetzung
Folgende Persönlichkeiten spielen im Musikvideo zu Bad Blood mit:
| Rolle             | Schauspielerin   |
| ----------------- | ---------------- |
| Catastrophe       | Taylor Swift     |
| Arsyn             | Selena Gomez     |
| Knockout          | Karlie Kloss     |
| Welvin Da Great   | Kendrick Lamar   |
| Homeslice         | Martha Hunt      |
| Domino            | Jessica Alba     |
| Dilemma           | Serayah          |
| Lucky Fiori       | Lena Dunham      |
| The Trinity       | Hailee Steinfeld |
| Destructa X       | Ellie Goulding   |
| Slay-Z            | Gigi Hadid       |
| The Crimson Curse | Hayley Williams  |
| Cut-Throat        | Zendaya          |
| Frostbyte         | Lily Aldridge    |
| Luna              | Ellen Pompeo     |
| Justice           | Mariska Hargitay |
| Mother Chucker    | Cara Delevingne  |
| Headmistress      | Cindy Crawford   |

### Reaktionen
Das Video wurde von den Medien positiv aufgenommen. Die Time fasst zusammen, dass dies Swifts bisher durchdachtestes Musikvideo sei. Julian Dörr von der Süddeutschen Zeitung bezeichnete es als „ebenso großer wie dummer – also schlicht ganz herrlicher – Spaß“. Mit 20,1 Millionen Aufrufen bei Vevo innerhalb der ersten 24 Stunden brach das Musikvideo von Bad Blood den Rekord des Videos mit den meisten Views innerhalb der ersten 24 Stunden. Aktuell (Stand Februar 2024) wurde das Video bei YouTube über 1,5 Milliarden Mal aufgerufen.
Bei den MTV Video Music Awards 2015 war Bad Blood, bzw. das dazugehörige Musikvideo, in den Kategorien Video of the Year, Best Collaboration, Best Direction, Best Visual Effects, Best Art Direction, Best Editing, Best Cinematography und Best Song of the Summer nominiert. Die beiden Kategorien Video of the Year und Best Collaboration wurden gewonnen.

## Rezeption

### Preise
| Jahr | Auszeichnung                 | Kategorie                      | Resultat  |
| ---- | ---------------------------- | ------------------------------ | --------- |
| 2015 | MTV Europe Music Awards 2015 | Bester Song                    | Gewonnen  |
| 2015 | MTV Europe Music Awards 2015 | Bestes Video                   | Nominiert |
| 2015 | MTV Europe Music Awards 2015 | Beste Zusammenarbeit           | Nominiert |
| 2015 | MTV Video Music Awards 2015  | Video of the Year              | Gewonnen  |
| 2015 | MTV Video Music Awards 2015  | Best Collaboration             | Gewonnen  |
| 2015 | MTV Video Music Awards 2015  | Best Direction                 | Nominiert |
| 2015 | MTV Video Music Awards 2015  | Best Visual Effects            | Nominiert |
| 2015 | MTV Video Music Awards 2015  | Best Art Direction             | Nominiert |
| 2015 | MTV Video Music Awards 2015  | Best Editing                   | Nominiert |
| 2015 | MTV Video Music Awards 2015  | Best Cinematography            | Nominiert |
| 2015 | MTV Video Music Awards 2015  | Song of Summer                 | Nominiert |
| 2015 | Teen Choice Awards 2015      | Choice Music: Break-Up Song    | Gewonnen  |
| 2015 | Teen Choice Awards 2015      | Choice Music: Collaboration    | Gewonnen  |
| 2015 | Teen Choice Awards 2015      | Choice Music: Summer Song      | Nominiert |
| 2016 | Grammy Awards 2016           | Best Pop Duo/Group Performance | Nominiert |
| 2016 | Grammy Awards 2016           | Bestes Musikvideo              | Gewonnen  |

### Rezensionen
Während die Albumversion von Bad Blood durchschnittliche Kritiken bekam, lobten die Kritiker in der Remixversion besonders Lamars Rapeinlagen. Katie Hasty von HitFix kritisiert die „görenhafte Stimme“ von Swift bei diesem Lied sowie die „schwachen Beats“. Joe McIndoe schrieb, dass der Song „einige gute lyrische Momente“ besitzt, die Hookline jedoch enttäuscht. George Seabrook von The Edge bezeichnete die Remixversion als „wunderbar“ und lobte den Austausch der Instrumente im Vergleich zur Originalversion. August Brown von der Los Angeles Times lobte, dass „seine (Lamars) Strophen perfekt in die Überarbeitung des Songs passen“. Die Süddeutsche Zeitung bezeichnete Bad Blood schlicht als „Kracher“.

## Kommerzieller Erfolg

### Chartplatzierungen
Die Originalversion von Bad Blood stieg zunächst für zwei Wochen im November 2014 und Januar 2015 im Zuge der Veröffentlichung des Albums 1989 in die Billboard Hot 100 ein. Nach der Videopremiere und Bekanntgabe der Singleveröffentlichung stieg der Song erneut in die Charts ein und konnte am 24. Mai 2015 die Spitzenposition erreichen. Er ist Swifts insgesamt vierter und Lamars erster Nummer-eins-Hit in den Vereinigten Staaten und Swifts dritter Nummer-eins-Hit aus dem Album 1989. Außerdem erreichte Swift somit mit 18 Liedern die Top-10 der amerikanischen Singlecharts. Der Song konnte sich eine Woche an der Spitze dieser Charts halten.
Im Vereinigten Königreich konnte der Song insgesamt bis auf Platz 4 steigen. Im deutschsprachigen Raum gelangen hingegen nur Platzierungen in den Top 30. Weitere Nummer-eins-Platzierungen erreichte der Song in Australien und Neuseeland.
| ChartsChartplatzierungen       | Höchstplatzierung | Wochen |
| ------------------------------ | ----------------- | ------ |
| Deutschland (GfK)              | 29 (17 Wo.)       | 17     |
| Österreich (Ö3)                | 22 (16 Wo.)       | 16     |
| Schweiz (IFPI)                 | 28 (12 Wo.)       | 12     |
| Vereinigte Staaten (Billboard) | 1 (25 Wo.)        | 25     |
| Vereinigtes Königreich (OCC)   | 4 (16 Wo.)        | 16     |

| ChartsJahrescharts (2015)      | Platzierung |
| ------------------------------ | ----------- |
| Vereinigte Staaten (Billboard) | 15          |
| Vereinigtes Königreich (OCC)   | 88          |

### Auszeichnungen für Musikverkäufe
| Land/Region                  | Auszeichnungen für Musikverkäufe (Land/Region, Auszeichnung, Verkäufe) | Verkäufe  |
| ---------------------------- | ---------------------------------------------------------------------- | --------- |
| Australien (ARIA)            | 8× Platin                                                              | 560.000   |
| Brasilien (PMB)              | 2× Diamant                                                             | 500.000   |
| Dänemark (IFPI)              | Gold                                                                   | 45.000    |
| Deutschland (BVMI)           | Gold                                                                   | 200.000   |
| Italien (FIMI)               | Gold                                                                   | 50.000    |
| Kanada (MC)                  | 3× Platin                                                              | 240.000   |
| Neuseeland (RMNZ)            | 2× Platin                                                              | 60.000    |
| Norwegen (IFPI)              | Platin                                                                 | 60.000    |
| Österreich (IFPI)            | Platin                                                                 | 30.000    |
| Portugal (AFP)               | Platin                                                                 | 10.000    |
| Spanien (Promusicae)         | Gold                                                                   | 30.000    |
| Vereinigte Staaten (RIAA)    | 6× Platin                                                              | 6.000.000 |
| Vereinigtes Königreich (BPI) | 2× Platin                                                              | 1.200.000 |
| Insgesamt                    | 4× Gold · 24× Platin · 2× Diamant ·                                    | 9.085.000 |

Hauptartikel: Taylor Swift/Auszeichnungen für Musikverkäufe/Lieder

## Bad Blood (Taylor’s Version)
Am 27. Oktober 2023 veröffentlichte Swift eine Neueinspielung auf ihrem Album 1989 (Taylor’s Version).
Chartplatzierungen
| ChartsChartplatzierungen       | Höchstplatzierung | Wochen |
| ------------------------------ | ----------------- | ------ |
| Vereinigte Staaten (Billboard) | 7 (3 Wo.)         | 3      |

Auszeichnungen für Musikverkäufe

| Land/Region                  | Auszeichnungen für Musikverkäufe (Land/Region, Auszeichnung, Verkäufe) | Verkäufe |
| ---------------------------- | ---------------------------------------------------------------------- | -------- |
| Australien (ARIA)            | Gold                                                                   | 35.000   |
| Brasilien (PMB)              | Gold                                                                   | 20.000   |
| Neuseeland (RMNZ)            | Gold                                                                   | 15.000   |
| Vereinigtes Königreich (BPI) | Silber                                                                 | 200.000  |
| Insgesamt                    | 1× Silber · 3× Gold ·                                                  | 270.000  |

Hauptartikel: Taylor Swift/Auszeichnungen für Musikverkäufe/Lieder